# Gare du Ledermuseum
La gare du Ledermuseum (en allemand Bahnhof  Ledermuseum) est une gare ferroviaire de la commune allemande d'Offenbach-sur-le-Main (Land de Hesse), ouverte en 1995 sur la ligne souterraine de Mühlberg jusqu'à Offenbach-sur-le-Main.

## La gare
C'est une des trois gares souterraines situées dans le city tunnel d'Offenbach, elle dessert le musée du cuir.